# Anicla alabamae
Anicla alabamae är en fjärilsart som beskrevs av Augustus Radcliffe Grote 1874. Anicla alabamae ingår i släktet Anicla och familjen nattflyn. Inga underarter finns listade i Catalogue of Life.